# Treehouse of Horror VII
«Treehouse of Horror VII» (с англ. — «Домик ужасов на дереве VII») — первый эпизод восьмого сезона мультсериала «Симпсоны». Это очередной эпизод, посвященный Хэллоуину. В седьмом ежегодном эпизоде серии «Treehouse of Horror» Барт обнаруживает своего потерянного брата-близнеца, Лиза выращивает колонию крохотных существ, а Кэнг и Кодос выдают себя за Билла Клинтона и Боба Доула, чтобы выиграть на президентских выборах 1996 года. Сценарий эпизода был написан Кеном Килером, Дэном Грини и Дэвидом Сэмюэлом Коэном, режиссёром выступил Майк Андерсон. Билла Клинтона озвучил Фил Хартман.
Впервые эпизод был показан на канале FOX 27 октября 1996 года. В формате DVD эпизод, как и весь восьмой сезон сериала, был впервые выпущен компанией 20th Century Fox 15 августа 2006 года.

## Сюжет

### Начало
Гомер пытается зажечь фонарь из тыквы с прорезанными отверстиями в виде глаз, носа и рта, однако на его руку и вскоре на всё тело попадает огонь, отчего он начинает бегать и кричать. Затем появляется кровавая надпись «The Simpsons Halloween Special VII». В сцене на диване семья подходит к нему, однако там уже сидит Смерть, которая касается их, и они умирают, падая друг на друга. Смерть хочет положить на что-нибудь ноги и кладёт их на труп Гомера.

### The Thing and I (Нечто и я)

Хьюго воссоединяется с Бартом

Барт и Лиза начинают слышать странные звуки в доме и думают, что они доносятся с чердака. Они рассказывают об услышанном Гомеру и Мардж, но Гомер утверждает, что не понимает, о чём они говорят, хотя позже сам относит ведро с рыбьими головами на чердак, а также видит, как кто-то поедает их там. Ночью Барт снова слышит те же звуки из вентиляционной шахты и следующим вечером Барт, Лиза и Мэгги начинают расследование и выясняют, что на чердаке действительно есть монстр. Гомер и Мардж поднимаются на чердак и Гомер, увидев на полу взломанные оковы, говорит: «О нет, он сбежал».
Мардж немедленно вызывает доктора Хибберта и он рассказывает, что Барт родился с сиамским близнецом Хьюго, который был соединён с Бартом только в области таза. Близнецы были разделены при рождении. Также было обнаружено, что один из них является слишком злым, чтобы жить в обществе, и Симпсоны сделали «самое гуманное из того, что можно было сделать»: Хьюго был прикован на чердаке, где Гомер кормил его рыбьими головами раз в неделю. Вскоре остальные члены семьи уходят на поиски Хьюго, оставляя Барта дома одного, но вскоре он обнаруживает, что Хьюго никуда не уходил.
Хьюго ловит Барта и относит его на чердак, связав его так, чтобы можно было пришить себя к Барту. Хьюго почти осуществил свой план, однако внезапно появляется доктор Хибберт и отбивает Хьюго от Барта, отметив, что злым был левый близнец. Вскоре он понимает, что шрам Хьюго находится именно на левой стороне и что злым близнецом на самом деле является Барт. В конце концов, Хибберт и семья Симпсонов вместе с Хьюго садятся ужинать индейкой, оставляя Барта запертым на чердаке, вместе с рыбьими головами.

### The Genesis Tub (Чаша бытия)

Лиза в созданном ей мире

Лиза проводит научный эксперимент, чтобы пронаблюдать влияние колы на эмаль зубов: она кладёт в миску свой выпавший молочный зуб и наливает туда банку колы Buzz. Барт бьёт Лизу током в рамках своего проекта, чтобы доказать, что «ботаники» проводят электричество. Миска была также подвержена току, что дало необычную реакцию и создаёт около зуба крохотных существ. Лиза обнаруживает это на следующий день и удивляется тому, как люди из созданного ей мира быстро развиваются, проходя через различные этапы развития цивилизации и в конечном итоге становятся более развитыми, чем человечество. Вскоре Барт, интересуясь миской, тыкает в неё пальцем, разрушая небольшую часть созданного Лизой мира.
Люди из микромира на это реагируют и  посылают ночью отряд боевых кораблей, который нападает на Барта. Барт клянётся отомстить обитателям микромира и вскоре бежит к Лизе для того, чтобы смыть содержимое миски в унитаз, однако она защищает её. Вскоре Лизу уменьшает красный луч, забирая в микромир, где его граждане объясняют, что считают её Создателем и Богиней своего мира, а Барта — Дьяволом. Она обещает остановить выходки своего брата, если они вернут её назад в свой мир, но тут выясняется, что обратный луч ещё не изобретён. В это же время Барт забирает миску с микромиром Лизы и показывает её на научной ярмарке в спрингфилдской начальной школе, за что получает на ней первый приз.

### Citizen Kang (Гражданин Кэнг)

Кэнг и Кодос принимают форму Билла Клинтона и Боба Доула

Во время рыбалки на озере Гомера похищают инопланетяне Кэнг и Кодос. Когда они требуют отвезти их к текущему правителю Земли, Гомер говорит о предстоящих президентских выборах в США и о том, что кандидатами на пост президента являются Билл Клинтон и Боб Доул. Кэнг и Кодос похищают обоих кандидатов в «правители Земли», помещая их в два анабиозных цилиндрических сосуда.
Кэнг и Кодос принимают их облик, чтобы один из них стал «правителем Земли». Перед тем как вернуть Гомера на Землю, они замачивают его в роме, поэтому его объяснениям о том, что это не люди, а пришельцы, никто не верит. Позднее Гомер натыкается на плохо спрятанный космический корабль и пытается освободить настоящих кандидатов в «правители Земли», но вместо этого он случайно выпускает их в открытый космос. За день до выборов Гомер успешно раскрывает реальные лица инопланетян. Понимая, что уже слишком поздно искать новых кандидатов, один человек в толпе решает проголосовать за кандидата от третьей партии. Тем не менее, Кэнг и Кодос убеждают землян, что это будут выборы впустую. Кэнг побеждает на выборах президента и использует граждан Америки как рабов для того, чтобы построить гигантскую лучевую пушку, направленную на неизвестную планету.

## Производство и культурные отсылки
В данном эпизоде три небольших истории не объединены общим сюжетом, как это, обычно, бывает в эпизодах Treehouse of Horror. Эти истории вырезаны из прошлогодней серии, поэтому авторы не захотели написать новый общий сюжет к всему эпизоду.
Каждая часть эпизода была написана разными сценаристами: часть «The Thing and I» была написана Кеном Килером, часть «The Genesis Tub» — Дэном Грини, а часть «Citizen Kang» — Дэвидом Сэмюэл Коэном. Несмотря на сходство в сюжете, часть «The Thing and I» не была основана на фильме «Существо в корзине». Часть «Tub Genesis» была первоначально придумана Коэном, который, как позже было отмечено в эпизоде «Это уже было у „Симпсонов“» анимационного сериала «Южный парк», пародирующем эту серию, взял идею из эпизода сериала «Сумеречная зона» под названием «The Little People».
Сцена, где Барта атакуют крошечные корабли, знаменует одно из первых применений компьютерной анимации в мультсериале, которая была использована для создания моделей кораблей. Президентские выборы 1996 года произошли через несколько дней после выхода эпизода в эфир. По словам Коэна, часть «Citizen Kang» нарушила все правила сериала (отказ от привязки к точным датам и событиям), так как были названы конкретные кандидаты и эпизод был показан примерно в одно время с выборами.
Во время части «The Thing and I» Гомер поёт песню Fish Heads (рус. Рыбьи головы, дуэт Barnes & Barnes). Падение Гомера с летающей тарелки в купол Капитолия является отсылкой к фильму «Земля против летающих тарелок».

## Рейтинги и оценки
В своем первоначальном вещании эпизод «Treehouse of Horror VII» был тридцать первым в рейтингах за неделю 21—27 октября 1996 года, с рейтингом Нильсена 10,5, что эквивалентно около 10,2 млн просмотров. Это было третье самое высокорейтинговое шоу той недели на канале Fox, после сериалов «Тысячелетие» и «Секретные материалы».
В 2006 году сайт IGN.com поставил часть «Citizen Kang» на седьмое место в своём списке лучших частей эпизодов «Treehouse of Horror». Лозунг Кэнга в обличии Боба Доула «Аборты для одних, маленькие американские флаги для других!» был назван газетой A.V. Club одной из лучших фраз за всю историю шоу. Группа, играющая в жанре ска-панк, I Voted for Kodos взяла своё название из фразы Гомера «Не вините меня, я голосовал за Кодоса», сказанной им в конце части «Citizen Kang». В статье журнала Entertainment Weekly Мэтт Грейнинг назвал эпизод своим седьмым наиболее любимым из всех эпизодов шоу. Фраза «Мы достигли предела того, чему нас может научить ректальное зондирование» является одной из наиболее любимых Грейнингом.